# المتحف البحري الوطني الأسترالي
المتحف البحري الوطني الأسترالي (بالإنجليزية: Australian National Maritime Museum)‏ متحف بحري يقع في مدينة سيدني في أستراليا، المبنى الذي تم أفتتاحة سنة 1991 من تصميم المهندس فيليب كوكس، يتكون المتحف من سبعة صالات رئيسية، تركز على اكتشاف أستراليا، والعلاقات بين السكان الأصليين والمياه، والسفر إلى أستراليا عن طريق البحر، والمحيطات كمورد، والعلاقة بين الولايات المتحدة الأمريكية وأستراليا، ويعرض المتحف عدداً من السفن والزوارق والغواصات، ويعتبر المتحف من الأماكن الأكثر زيارة في سيدني.